# Impatiens grey-wilsonii
Impatiens grey-wilsonii är en balsaminväxtart som beskrevs av Fischer Impatiens grey-wilsonii ingår i släktet balsaminer, och familjen balsaminväxter. Inga underarter finns listade i Catalogue of Life.